# بيتر كوبر
بيتر كوبر (بالإنجليزية: Peter Cooper)‏ هو رائد أعمال ومهندس ومخترِع أمريكي، ولد في 12 فبراير 1791 في نيويورك في الولايات المتحدة، وتوفي بنفس المكان في 4 أبريل 1883.

## وصلات خارجية
- بيتر كوبر على موقع الموسوعة البريطانية (الإنجليزية)